# Tydeus hughesae
Tydeus hughesae är en spindeldjursart som beskrevs av Momen och G.P. Sinha 1991. Tydeus hughesae ingår i släktet Tydeus, och familjen Tydeidae. Arten är reproducerande i Sverige.